# Alter jüdischer Friedhof (Hostouň)
Koordinaten: 50° 6′ 44″ N, 14° 11′ 14″ O

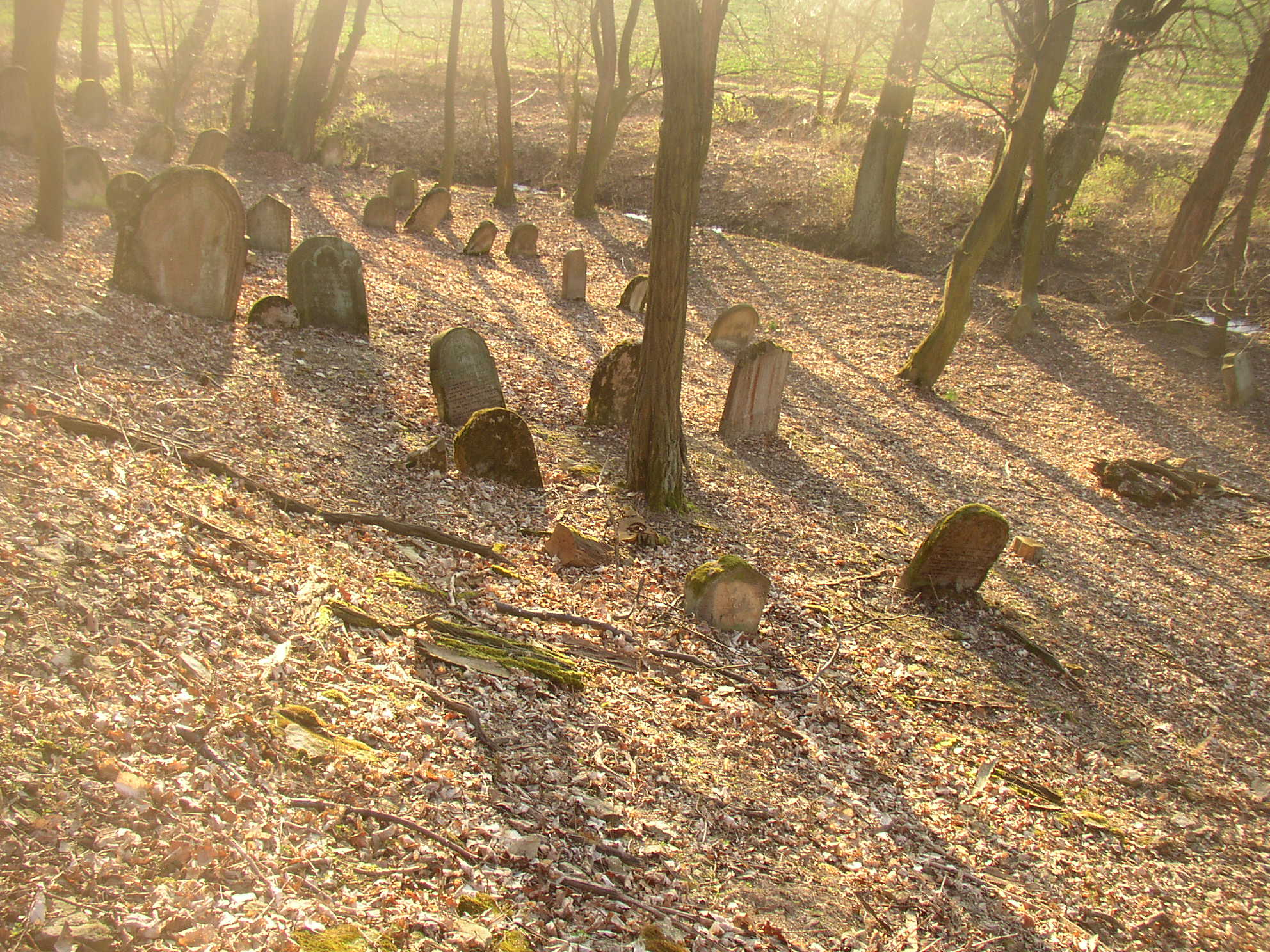
Alter jüdischer Friedhof in Hostouň

Der Alte jüdische Friedhof war bis 1850 Friedhof der jüdischen Gemeinde von Hostouň (deutsch Hostaun), einer tschechischen Gemeinde im Okres Kladno. Er steht unter Denkmalschutz.

## Geographische Lage
Der alte jüdische Friedhof von Hostouň liegt ungefähr einen Kilometer südwestlich von Hostouň auf dem Südufer des Sulovický potok. Er befindet sich auf einem bewaldeten Hang.

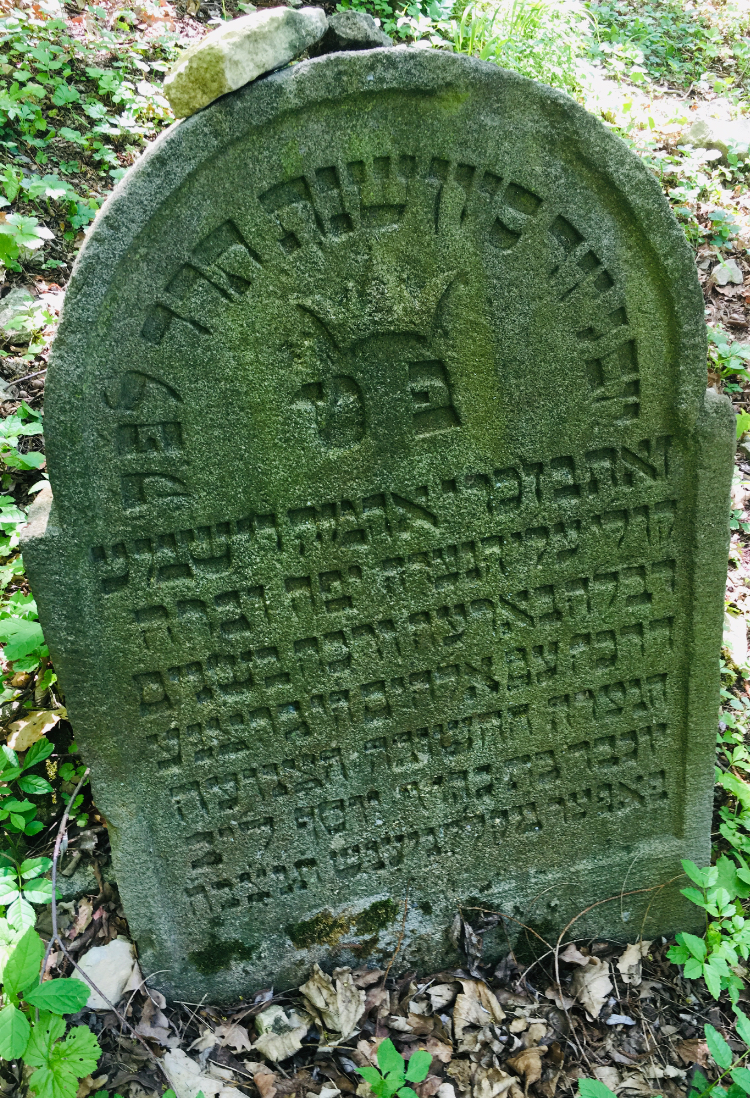
Grabstein auf dem alten jüdischen Friedhof in Hostouň

## Geschichte
Seit dem 16. Jahrhundert gab es Juden in Hostouň.
Die von ihnen gebildete jüdische Gemeinde wuchs bis zum 19. Jahrhundert auf 64 Familien.
Der alte jüdische Friedhof hatte eine Fläche von 0,12 ha.
Es sind noch ungefähr 50 spätbarocke und klassizistische Grabsteine aus dem 18. und 19. Jahrhundert erhalten.
Im Jahr 1947 waren es noch 70 Grabsteine.
Der Friedhof ist einer der wertvollsten in der Region Kladno.
Der älteste Grabstein stammt aus dem Jahr 1786.
Der Friedhof wurde bis 1848 genutzt und dann durch einen neuen Friedhof ersetzt.